# Общежитие Московского авиационного института
Общежитие Московского авиационного института — здание в районе Сокол Северного административного округа города Москвы, расположенное по адресу ул. Панфилова, д. 20 стр. 1. Здание общежития является объектом культурного наследия регионального значения.

## История
Здание было построено в 1930-х годах как общежитие Института советской кооперативной торговли при Центросоюзе. Первоначальный проект общежития объёмом 68 тыс. м³ разработали архитекторы И. Н. Кастель и В. Н. Кутуков. Окончательный проект выполнили архитектор Н. Я. Колли и гражданский инженер И. И. Кондаков. Помимо жилой части, в здании были и учебные пространства.
С 1952 года здание находилось в ведении Московского авиационного института и использовалось им в качестве учебного корпуса для радиофакультета и военной кафедры, а само здание получило неофициальное название «Малая земля».
За время пользования здание несколько раз перестраивалось, зданию требовался ремонт. Полномасштабная реконструкция была завершена в 2015 году, при этом, согласно проекту приспособления, зданию была возвращена функция общежития.

## Архитектура
Общежитие построено по проекту архитектора Н. Я. Колли, при участии инженера И. И. Кондакова в стиле авангард. Необычной особенностью здания является его планировка, поскольку оно состоит из полукруглого корпуса и отходящих от него шести «лучей»: четырех в одну сторону и двух «лучей» в другую сторону. Композиция и декоративное оформление фасада типичны для архитектуры 1930-х годов.
Архитектор Н. Я. Колли, по проекту которого построено здание, одновременно с его строительством работал вместе с французским архитектором Ле Корбюзье над зданием Центросоюза, что, вероятно, отразилось и в проекте общежития.